# Amazilia boucardi
Amazilia boucardi là một loài chim trong họ Trochilidae.